# Les Aventures de Tintin (série télévisée d'animation)
Cet article concerne la série produite par Ellipse et Nelvana, pour la 1re adaptation des années 1960-1970 par Belvision, voir Les Aventures de Tintin, d'après Hergé.
Pour les articles homonymes, voir Tintin (homonymie).
Production
Diffusion
Les Aventures de Tintin est une série télévisée d'animation franco-canadienne de 1992, comptant une saison de 39 épisodes de 20, 24 ou 40 minutes (Tintin en Amérique, L'Étoile mystérieuse et Le Trésor de Rackham le Rouge), adaptée de 21 albums des Aventures de Tintin de Hergé.
En Belgique et au Luxembourg, elle est diffusée dès la fin de l'année 1991 sur la RTBF, Canal+ Belgique et RTL TVI ou encore RTL Télévision puis RTL TV en version québécoise puis en version française. En France, elle a été diffusée à partir du 5 mai 1992 sur FR3 tous les mardis à 20 h 45 puis régulièrement rediffusée sur France 3 puis sur M6, France 5, 6ter et Gulli principalement en première partie de soirée. Elle est également diffusée sur Netflix, Prime Video et Anime Digital Network.
La série a bien été accueillie par les fans, mais aussi les critiques qui la félicitent de par son fidèle « rapprochement » avec l'univers de Tintin et aux albums. En 1993, la série remporte le prix de la meilleure émission pour la jeunesse aux 7 d'or.

## Synopsis
Les Aventures de Tintin conte les aventures de Tintin, jeune journaliste belge, et de son chien Milou. La série reprend assez fidèlement, avec quelques tentatives de modernisation, les albums des Aventures de Tintin, de Tintin en Amérique à Tintin et les Picaros. En sont exclus les deux premiers albums Tintin au pays des Soviets (jugé trop daté et politique) et Tintin au Congo (trop colonialiste et violent avec ses massacres d'animaux) ainsi que le dernier Tintin et l'Alph-Art (inachevé). Le scénario de Tintin en Amérique a également été profondément remanié.

## Production
Au début des années 1990, Philippe Gildas, à l'époque animateur de Nulle part ailleurs mais aussi directeur général de la société parisienne Ellipse, eut l'idée d'adapter l'ensemble des albums de Tintin pour la télévision, ce qui n'avait que partiellement été tenté par le passé, offrant à des millions d'enfants une occasion de découvrir l'œuvre d'Hergé,. Cependant, l'adaptation en série d'animation comprend un risque financier, car, pour faire naître le projet, il fallait débourser près de 400 000 dollars pour chaque épisode de vingt-six minutes. Autre défi, il était impossible d'adapter les albums en série d'animation sans l'imprimatur de la fondation Hergé et de Fanny Rémi, veuve et légataire universelle de l'œuvre. Chose alors impensable, car l'équipe devait lui expliquer que « malgré l'opinion répandue, l'animation pouvait conserver la richesse des traits et la variété des expressions », et qu'« en portant Tintin à l'écran, la télévision générerait une nouvelle population de tintinomaniaques ». Robert Réa, producteur de la série d'animation, lui montrera une animation de trois minutes et lui promettra une place sur le marché américain.
Après avoir finalement obtenu les droits de licence, Ellipse se met au travail. Sous la direction de Stéphane Bernasconi, réalisateur de 35 ans à l'époque, plus de 60 dessinateurs français se penchent sur le projet d'adaptation pendant deux ans, avec 700 dessins (soit près de 30 000 transparents par album) s'effectuent à la minute. Le générique, quant à lui, a été composé par Ray Parker, Jim Morgan et Tom Szczesniak.
En ce qui concerne sa diffusion, Agnès Vincent, à cette période responsable des programmes jeunesse sur la chaine France 3, impose la diffusion de la série aux heures de plus grande écoute. « On s'est moqué de moi », explique-t-elle. « Le jour de la première diffusion, le 6 mai dernier, tout le monde y allait de son amicale mise en garde : tu commets la plus belle connerie de ta carrière ! » Cependant, les chiffres de l'audimat indiquent clairement le contraire et font plus de 25 % de part de marché. « Chez les concurrents, c'était la panique totale », explique Agnès Vincent. La diffusion de la série fera bondir les ventes d'albums.
Par la suite, la série d'animation se fait une place en outre-mer. En coproduisant la série avec les studios canadiens Nelvana, basés à Toronto, Ellipse entre sur le marché nord-américain avec la sortie d'un jeu interactif produit par la chaîne américaine HBO. La série est désormais diffusée aux États-Unis, mais elle est sujette à plusieurs censures « politiques ». Ainsi, l'épisode L'Oreille cassée sera purement supprimé.

### Différences notables avec les albums

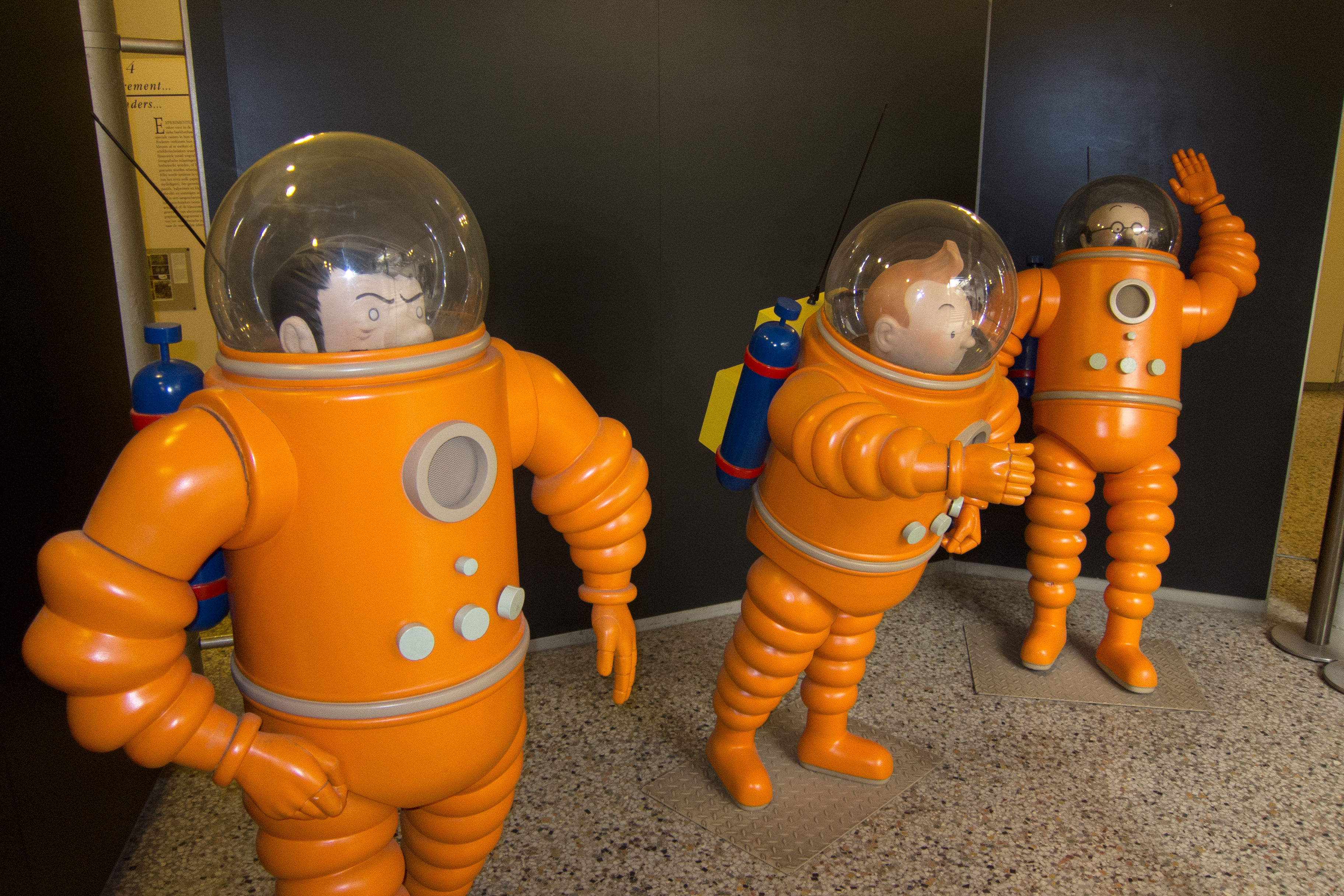
Costumes d'astronautes dans On a marché sur la Lune.

Les différences tiennent essentiellement à la volonté de ne pas heurter la sensibilité des (très) jeunes spectateurs et de se plier aux actuelles règles culturelles et sociales. La violence est donc largement édulcorée, comme sont bannis les comportements désormais socialement répréhensibles (alcoolisme, tabagisme, voire toxicomanie, comme c'est le cas dans la fumerie d'opium du Lotus bleu). Cela aboutit à la quasi-disparition des scènes dramatiques ou violentes (ou supposées telles). Ainsi pour L’Oreille cassée, Alonso Perez et Ramon Bada sont repêchés et arrêtés au lieu de se noyer comme dans l'album ; pour Objectif Lune, alors que dans l’album l’un des trois parachutistes sautant de l’avion suspect se tue, ils ne sont plus que deux et s'en sortent indemnes. Dans Vol 714 pour Sydney, Allan reste en pleine forme au lieu de se faire éclater la mâchoire par les sondonésiens, effrayés par le séisme, tout comme dans l'album.
Cette réduction aboutit aussi au gommage de la plupart des excès de caractère des personnages. On relève cependant une exception : pour On a marché sur la Lune, le colonel Jorgen meurt abattu d'un coup de feu comme dans l'album mais, dans l'animation, l'acte n'est que suggéré par la détonation entendue lors d'un plan extérieur de la fusée lunaire.
Ainsi, le capitaine Haddock est beaucoup moins porté sur la boisson alcoolisée, son addiction n'étant dépeinte que lorsque celle-ci a une incidence sur l'histoire (comme dans Le Crabe aux pinces d'or, lors de la toute première rencontre à bord du cargo Karaboudjan) mais elle est souvent édulcorée (il n'est pas clairement établi que son coup de folie soit dû à l'alcool dans On a marché sur la Lune) lorsqu'elle n'est pas purement laissée de côté. De même, on voit beaucoup moins le capitaine Haddock fumer sa pipe. Aussi, pour Le Sceptre d'Ottokar, le professeur Nestor Alambique, dans l'album, est un grand fumeur contrairement à son frère jumeau usurpateur Alfred qui ne l'est pas. Dans la série, ces deux caractéristiques ont été inversées (Alfred fume mais pas Nestor), une meilleure logique vis-à-vis des soupçons de Tintin envers l'identité du professeur mais aussi une meilleure façon de démontrer que les méchants accumulent les défauts et les vices.
La série réduit également, de façon très considérable, de nombreux gags dus à diverses maladresses de la part des personnages. Par exemple, dans Le Trésor de Rackham le Rouge, le capitaine Haddock, en voulant examiner la machine à brosser les costumes fabriquée par le Pr Tournesol, n'est plus aspiré par la machine pour en ressortir avec les vêtements en lambeaux ; ou encore dans Les Sept Boules de cristal, Tintin ne se prend plus le pied dans la ficelle d'une bordure en voulant suivre la piste de Milou qui mène finalement à un chat.
Les épisodes comportent moins de personnages secondaires comme dans L'Île noire, le gang (dirigé par le Dr Muller et non par Wronzoff comme dans l'album) qui ne compte que trois membres au lieu de cinq. Aussi certains prénoms de personnages sont intervertis, notamment dans Le Temple du Soleil dans lequel, parmi les deux hommes embêtant Zorrino, le nommé Pedro désigne l'homme fort et non plus son camarade au chapeau comme dans l'album.
Par ailleurs, l'assureur Séraphin Lampion, qui devient un personnage récurrent dès sa première apparition dans l'album L'Affaire Tournesol, est beaucoup moins présent dans la série. De plus, il apparaît une première fois dans Les Sept Boules de cristal (sans pour autant rencontrer Tintin et Haddock), lors du numéro de voyance extralucide animé par le fakir Raghdalam et la voyante Mme Yamila (qui devine alors son prénom), contrairement à l'album où ledit prénommé est un homme mince et chauve avec des lunettes et une moustache. À l'inverse, les prestations de Lampion dans les épisodes Coke en stock, Les Bijoux de la Castafiore puis Vol 714 pour Sydney ont été supprimées.
La durée des actions, quant à elle, est fortement raccourcie (pour éviter trop de longueur dans l'histoire). Par exemple, dans Le Sceptre d'Ottokar, Tintin parvient à récupérer le sceptre puis à regagner Klow en à peine une journée au lieu de trois jours comme dans l'album. Aussi, dans Le Temple du soleil, Tintin ne demande plus un délais de dix-huit jours pour son exécution (ainsi que celle du capitaine Haddock) mais l'après-midi même du jour présent.
Les personnages noirs présents dans certains albums (qui avaient déjà été largement supprimés lors des rééditions des albums, par exemple le bébé braillant dans Tintin en Amérique) n'apparaissent pas dans la série animée : c'est notamment le cas dans l'épisode Coke en stock où les esclaves noirs ont été remplacés par des Arabes. Plusieurs personnages étrangers comme Alcazar, Tapioca, Sponsz, Ramon ou même le Colonel Alvarez ont la peau mate, de même pour Tintin (dans les albums, ces derniers sont blancs). De plus, Milou «  parle  » un peu dans les albums (sans être compris : il s’agit visiblement plus de pensées) alors que dans la série, ce dernier ne prononce pas un mot. De même, l'album Les Cigares du pharaon met en scène la première rencontre entre Tintin et les Dupondt, alors qu'ils semblent déjà se connaître dans son adaptation télévisée.
La série omet également les sujets d'ordre politique ou conflictuel comme les discussions entre gouvernements. Ainsi la guerre déclarée entre le San Theodoros et le Nuevo Rico dans L'Oreille cassée est totalement absente. Par ailleurs, dans L'Affaire Tournesol, seule la Bordurie convoite l'invention du Pr Tournesol contrairement à l'album où elle est en concurrence avec la Syldavie.
Beaucoup de scènes sont coupées par rapport à l'œuvre originale, et des histoires comme Tintin en Amérique, L'Étoile mystérieuse ou Le Trésor de Rackham le Rouge sont écourtées pour arriver à un format d'épisode de série télévisée. Leur durée correspond en effet à un demi-épisode standard (environ vingt minutes au lieu de quarante pour la plupart des autres). Cela a pour effet de rendre l’intrigue moins complexe que dans les albums originaux notamment en réduisant le nombre de protagonistes.
En outre, l'album Tintin au Congo (encore à l'époque le premier album édité), qui montre une vision simpliste et datée de l'Afrique coloniale, n'a pas été adapté dans cette série. Cela est dû notamment au fait que bon nombre d'animaux sont tués (sept cerfs ; un singe ; un serpent ; cinq crocodiles ; un éléphant ; un rhinocéros et un buffle) lorsqu'ils ne sont pas maltraités ou même mutilés (Milou mord la queue d'un lion au point d'en lui arracher le bout). Pourtant, une certaine censure est bien appliquée dans tous les autres épisodes. Ainsi, dans Le Temple du Soleil, Tintin, en voulant délivrer Milou dans le nid du condor, n'est attaqué que par un seul spécimen qui prend peur, à un coup de fusil, puis revient à la charge. À l'inverse, dans l'album, Tintin abat un premier condor puis, peu après, un autre arrive pour se précipiter sur Tintin. Puis dans Tintin et les Picaros, la scène du crocodile se faisant agresser par un anaconda dans le marais (au moment où le capitaine Haddock, alors amnésique à la suite du coup de bouteille dans la nuque, tombe dans la mare) a été supprimée.
En ce qui concerne les trois épisodes plus courts, bon nombre de différences apparaissent :
Pour Tintin en Amérique
- la voiture rouge des gangsters (au début du récit) ne percute plus le "taxi" (monté par la police et Tintin, et pourchassant le lanceur de boomerang à moto), mais se fait percuter en lui coupant la route ;
- les agents de Police ne sont plus dépeints d'une attitude réticente (dans l'album, Tintin se fait assommer par un policier, ce dernier ne croyant pas à la capture d'Al Capone) ;
- Al Capone, alors patron du syndicat du crime, est très peu présent dans l'album (il capture Tintin mais ce dernier prend vite l'avantage) contrairement à la série où il est le méchant principal de l'histoire ;
- le gangster Bobby Smiles n'est plus un rival d'Al Capone, mais l'un de ses adjoints et chef de l'Association des Amis d'A. C. Néanmoins, la scène où Smiles tente de s'emparer d'une cargaison d'alcool (un piège monté par Tintin et la police), destinée à Capone, a tout de même été conservée,  ce qui pourrait prouver que le gangster cherche à trahir son patron ;
- la totalité de la séquence avec les Peaux-Rouges (capturant Tintin, puis spoliés de leur territoire pétrolifère) est supprimée (la petite ville de Redskincity étant renommée Red Dog City), ainsi que la longue et confuse séquence qui s'ensuit (poursuite en locomotive, pendaison évitée de Tintin, incendie de la prairie, tentative d'exécution du héros ficelé sur des rails) soit 36% du récit ;
- sont également ignorées les autres tentatives d'exécution du reporter, soit à l'usine de conserves Slift (par Tom Hawake) soit par noyade dans le lac Michigan ;
- de même, la notion vénale (surtout chez les gangsters) a été fortement réduite ; ainsi la demande de rançon de 50 000 $ pour la libération de Milou a été remplacée par celle d'un engagement de Tintin à quitter les États-Unis ;
- le château médiéval de la fin du récit n'est plus situé à la campagne (à Silvermount) mais en pleine ville (Chicago, au 121 de la 17e rue) coincé entre deux gratte-ciel (à la manière de la cathédrale de New York). De plus, son propriétaire n'est plus le gangster chauve sans nom (qui, dénommé Bugsy dans l'animation, y devient l'acolyte de Bobby Smiles) mais Al Capone lui-même ; lequel désormais préside le Syndicat des gangsters (dans l'album : le "Comité Central d'Aide et de Secours aux Gangsters Nécessiteux") ;
- la séquence du culturiste Bolivar ne parvenant pas à soulever un haltère de 100 kg, en parallèle avec la dernière capture de Tintin à bord du bateau (attaché à l'haltère en bois), est aussi supprimée.

Pour L'Étoile mystérieuse
- le concierge peu accueillant de l'observatoire n'apparaît pas dans la série ;
- le (soi-disant) prophète Philippulus est un personnage quasiment quelconque dans la série contrairement à l'album où il est révélé que c'est un échappé d'asile ;
- la séquence de l'escale à Akureyri, durant laquelle le capitaine Haddock se fait arnaquer par un vendeur de mazout puis tombe sur son vieil ami le capitaine Chester, est totalement supprimée ;
- Tintin passe une nuit entière sur l'aérolithe dans l'album contrairement à la série où il n'y reste que cinq minutes à peine.

Pour Le Trésor de Rackham le Rouge
- la scène de l'achat du scaphandre chez un antiquaire est supprimée dans la série ;
- le capitaine Haddock fait comprendre au Pr Tournesol qu'il ne veut pas de son sous-marin en barrant l'étiquette sur la caisse au lieu de lui écrire sur un mur Votre appareil ne nous intéresse pas comme dans l'album ;
- la première (et unique) exploration de Tintin avec le sous-marin de Tournesol se déroule sans problème contrairement à l'album où le jeune reporter se retrouve bloqué, l'hélice s'emberlificotant dans des algues ;
- les scènes montrant le capitaine Haddock et Dupond descendant à leurs tours en scaphandre sous la mer (le premier finissant en état d'ivresse, le second oubliant de chausser les semelles de plomb) ne figurent pas dans la série ;
- les protagonistes ne retournent pas une seconde fois sur l'île dans la série. Dans l'album, ils y remettent les pieds lorsque Tournesol découvre une croix. Tintin pense qu'il s'agisse de la croix de l'aigle et donc que le trésor y serait enterré au pied ;
- la petite scène où les Dupondt passent des vacances à la campagne, qui tourne aux travaux fermiers les obligeant notamment à répéter les gestes de pompage d'air, est également supprimée dans la série.

Beaucoup d'incohérences scénaristiques sont à remarquer : par exemple, dans l'adaptation des Cigares du pharaon, Tintin identifie Allan Thompson quand il démasque les membres de la société secrète, alors qu'il ne fera sa connaissance que dans Le Crabe aux pinces d'or (toutefois, la même incohérence est présente dans la version en couleur de l'album Les Cigares du pharaon, parue après Le Crabe aux pinces d'or). Un autre exemple est le personnage de Pablo, absent de l'adaptation de L'Oreille cassée, où Tintin est censé faire sa connaissance, mais bien présent dans Tintin et les Picaros. De même, dans Coke en stock, Tintin reconnaît Dawson en compagnie du général Alcazar car il est censé l'avoir rencontré dans Le Lotus bleu, mais dans l'adaptation de cet album, Dawson ne fait qu'une courte apparition dans laquelle il est au téléphone avec Mitsuhirato et en compagnie des Dupondt. De ce fait, Tintin ne l'a donc théoriquement jamais croisé et, par conséquent, ne devrait pas le reconnaître. Le cas inverse est aussi remarquable : dans Les Sept Boules de cristal, le Pr Cantonneau et Tintin semblent se parler pour la première fois car Tintin se présente alors qu'ils se sont déjà croisés dans L'Étoile mystérieuse. Cependant, certaines de ces incohérences sont explicables si on se fie à l'ordre de diffusion des épisodes, qui n'est pas le même que l'ordre de sortie des albums.
Les deux épisodes de L'Île Noire reprennent le graphisme de la version de 1943 de l'album sauf le véhicule des pompiers qui est resté celui modernisé en 1965.
Malgré ces nombreux changements, la série est considérée comme une bonne adaptation de l’œuvre d'Hergé, du fait de sa fidélité au matériau original. Néanmoins, des critiques tels que Benoît Peeters critiquent l'adaptation animée.

### Diverses apparitions d'Hergé

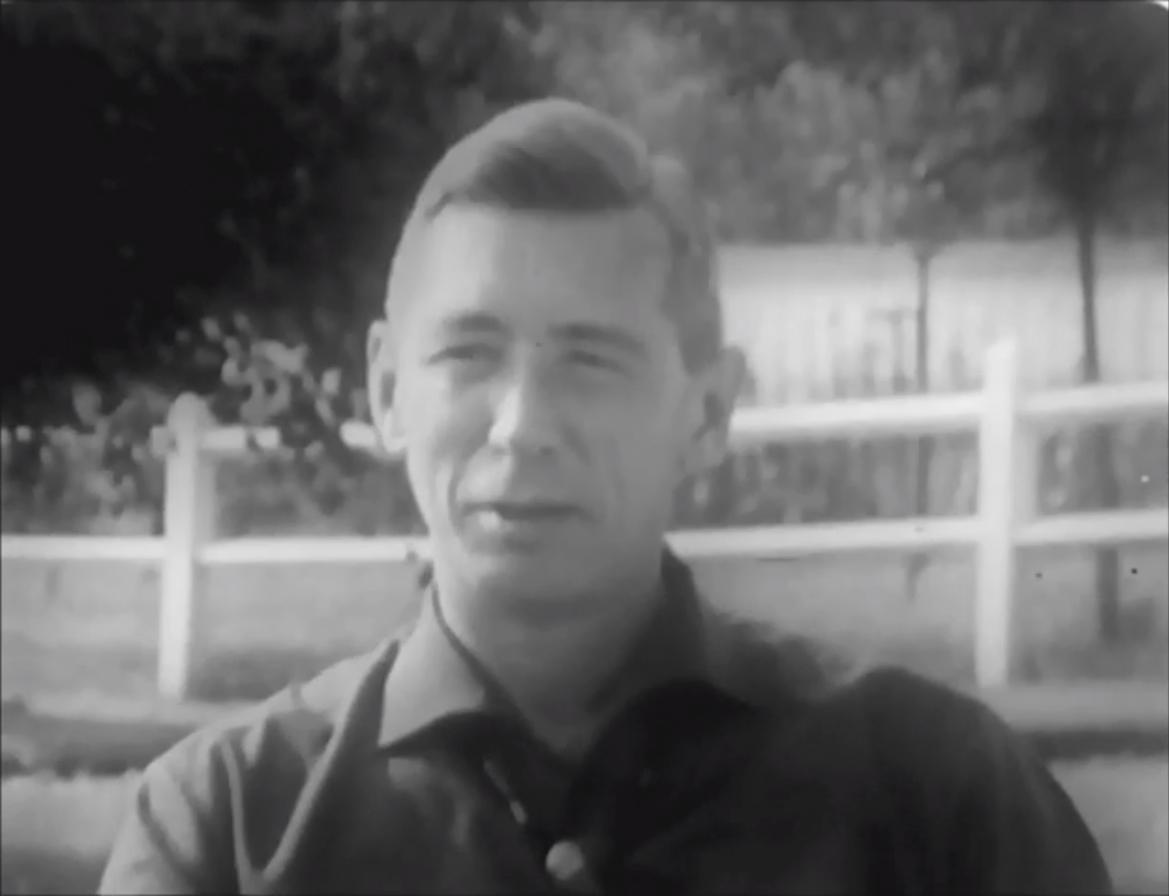
Photo d'Hergé en premier plan pour Radio-Canada, 1962.

Hergé, tel qu'il se représente lui-même graphiquement dans certains albums, fait une apparition dans chaque épisode. Le personnage se distingue par un nez proéminent et des cheveux blonds. Voici une liste non exhaustive de ses apparitions :
- Tintin en Amérique : un gangster assis au premier rang lors du discours d'Al Capone
- Les Cigares du pharaon : un assistant sur le film de Rastapopoulos ; un des patients qui se prend pour Napoléon lorsque Tintin s'enfuit de l'hôpital en Inde
- Le Lotus bleu : un passant regardant sa montre ; un homme attablé dans un bar
- L'Oreille cassée : un photographe ; un passager accoudé au bar du paquebot
- L'Île Noire : un passager montant dans le train, passant devant le compartiment de Tintin, puis dans le wagon-restaurant
- Le Sceptre d'Ottokar : un badaud ; un officier syldave au récital de la Castafiore
- Le Crabe aux pinces d'or : un piéton qui aide Tintin à se relever ; un journaliste demandant à Tintin et Haddock de poser pour une photo
- L'Étoile mystérieuse : un piéton en pyjama après le tremblement de terre
- Le Secret de La Licorne : un homme discutant avec la concierge de l'immeuble du capitaine Haddock
- Le Trésor de Rackham le Rouge : un dessinateur au bar À l'Ancre
- Les Sept Boules de cristal : un musicien du music-hall ; un patient à l'hôpital
- Le Temple du Soleil : un voyageur à la gare ; un dessinateur de lama
- Tintin au pays de l'or noir : un docker ; un badaud
- Objectif Lune : un espion
- On a marché sur la Lune : un technicien aux côtés de Baxter et les techniciens radio, puis pénétrant dans la fusée pour porter secours à l'équipage
- L'Affaire Tournesol : un client de l'hôtel Cornavin ; un passant à l'opéra
- Coke en stock : un client de l'hôtel Excelsior ; un homme déguisé dans le paquebot
- Tintin au Tibet : un dessinateur
- Les Bijoux de la Castafiore : un technicien de l'équipe de télévision ; un journaliste interviewant les Dupondt à la télévision
- Vol 714 pour Sydney : un voyageur à l'aéroport de Jakarta ; un homme auprès du Dr. Krollspell (à la fin)
- Tintin et les Picaros : un touriste dessinateur ; un homme défilant au carnaval.

## Fiche technique
- Titre : Les Aventures de Tintin
- Réalisation : Stéphane Bernasconi
- Scénario : Philippe Goddin (supervision), d'après l'œuvre de Hergé
- Direction artistique : Peter Hudecki
- Musique : Ray Parker, Jim Morgan, Tom Szczesniak
- Production : Robert Réa, Philippe Gildas (délégué)
- Sociétés de production : Ellipse et Nelvana, avec la participation de France 3, M6 (France), Média Participations, HBO, Family Channel (Canada), Global Television Network
- Budget : 100 millions de francs français
- Pays d'origine :  France /  Belgique /  Canada
- Langue originale : Français
- Format : couleurs - 35 mm - 1,33:1 - son mono
- Genre : animation, aventure
- Durée : 22 min
- Dates de première diffusion :
  - France : 5 mai 1992

## Épisodes
La liste ci-dessous respecte l'ordre de publication  de la bande dessinée  et non l'ordre de production des animés :
1. Tintin en Amérique (no 3)
2. Les Cigares du pharaon, partie 1 (no 4)
3. Les Cigares du pharaon, partie 2
4. Le Lotus bleu, partie 1 (no 5)
5. Le Lotus bleu, partie 2
6. L'Oreille cassée, partie 1 (no 6)
7. L'Oreille cassée, partie 2
8. L'Île Noire, partie 1 (no 7)
9. L'Île Noire, partie 2
10. Le Sceptre d'Ottokar, partie 1 (no 8)
11. Le Sceptre d'Ottokar, partie 2
12. Le Crabe aux pinces d'or, partie 1 (no 9)
13. Le Crabe aux pinces d'or, partie 2
14. L'Étoile mystérieuse (no 10)
15. Le Secret de La Licorne, partie 1 (no 11)
16. Le Secret de La Licorne, partie 2
17. Le Trésor de Rackham le Rouge (no 12)
18. Les Sept Boules de cristal, partie 1 (no 13)
19. Les Sept Boules de cristal, partie 2
20. Le Temple du Soleil, partie 1 (no 14)
21. Le Temple du Soleil, partie 2
22. Tintin au pays de l'or noir, partie 1 (no 15)
23. Tintin au pays de l'or noir, partie 2
24. Objectif Lune, partie 1 (no 16)
25. Objectif Lune, partie 2
26. On a marché sur la Lune, partie 1 (no 17)
27. On a marché sur la Lune, partie 2
28. L'Affaire Tournesol, partie 1 (no 18)
29. L'Affaire Tournesol, partie 2
30. Coke en stock, partie 1 (no 19)
31. Coke en stock, partie 2
32. Tintin au Tibet, partie 1 (no 20)
33. Tintin au Tibet, partie 2
34. Les Bijoux de la Castafiore, partie 1 (no 21)
35. Les Bijoux de la Castafiore, partie 2
36. Vol 714 pour Sydney, partie 1 (no 22)
37. Vol 714 pour Sydney, partie 2
38. Tintin et les Picaros, partie 1 (no 23)
39. Tintin et les Picaros, partie 2

## Diffusions télévisées

### France
La diffusion de l'adaptation animée des Aventures de Tintin constituait un véritable événement pour France 3, qui programmera la série en première partie de soirée le mardi soir, entre mai 1992 et novembre 1992, ; chaque épisode était présenté par Vincent Perrot. France 3 consacrera un week-end entier à la rediffusion de la série les 28 et 29 novembre 1992,. Destination Tintin était commenté par les « figures » de la chaîne de l'époque (Jean-Pierre Coffe, Christine Ockrent, Élise Lucet, Fabrice, etc.).
Depuis, la série est multi-rediffusée sur France 3 et M6, en général sous la forme de 39 épisodes de 24 minutes (les épisodes « longs » étant simplement coupés en deux). Néanmoins, en 1994, France 3 la diffusera sous la forme de 156 épisodes de 7 minutes (chaque aventure étant alors coupée en huit ou quatre parties, selon la durée de l'épisode initial). En 2009, France 5 diffuse à son tour Les Aventures de Tintin dans sa case jeunesse Midi les Zouzous.
La série est rediffusée sur 6ter, sous la forme d'épisodes de 24 minutes, le dimanche soir durant l'été 2017, et le mercredi soir durant les étés 2018 à 2021. Depuis la mi-2019, OCS propose tous les épisodes sur sa plateforme de vidéo à la demande avant de le diffuser dans ses canaux de diffusions. La même année, en octobre, Gulli commence également à diffuser la série.

### International
La série a été diffusée dans une cinquantaine de pays. Elle est diffusée en streaming sur Netflix et Prime Video, mais aussi depuis le 16 juin 2021 sur Animation Digital Network.
Du côté de la francophonie, en Belgique, la série était diffusée sur Club RTL, RTL TV, RTL TVI, RTL Télévision puis RTL TV, La Une et La Deux (chaînes francophones) et sur Ketnet (chaîne néerlandophone). Au Luxembourg, la série était diffusée dans l'émission Junior sur RTL TV. En Suisse, elle était diffusée sur SRF 1, RTS Un et RTS Deux. Au Canada, elle était diffusée sur Global Television Network et The Family Channel ; au Québec, elle était diffusée sur Société Radio-Canada.
Au Royaume-Uni, elle était initialement diffusée sur Channel 4, de septembre 1992 à août 1993. En Europe, elle était diffusée sur ZDF, Arte, KiKA, Fox Kids, Jetix et 3sat en Allemagne. En Espagne, elle était diffusée sur Canal+ (initialement du 11 avril 1992 au 23 janvier 1993), Boing dès 2011 et Jetix. En Irlande, elle était diffusée sur RTÉ Two. En Bulgarie, anciennement sur BNT 1.
Aux États-Unis, la série était diffusée sur Cartoon Network, HBO, Nickelodeon, The Family Channel, Jetix, et PBS.
Au Brésil, sur TV Cultura et Cartoon Network.
En Turquie, elle était diffusée sur Kanal D, TV8, Karamel TV et Kidz TV. En Inde, la série était diffusée sur Cartoon Network. En Australie, sur Fox Kids, ABC Kids et ABC2.

## Distribution (voix)
Distribution des voix françaises :
- Thierry Wermuth : Tintin
- Christian Pélissier : Capitaine Haddock, chevalier François de Hadoque
- Henri Labussière : Professeur Tournesol
- Yves Barsacq : Dupont, voix additionnelles (Wronzoff, Ivan Ivanovitch Sakharine, Mohammed Ben Kalish Ezab, professeur Philémon Siclone, Ridgewell, Wang Jen-Ghié, colonel Alvarez, docteur Rotule, Grand Précieux, Tcheng Li-Kin, l'assistant du professeur Calys, Kronick, Kardouk, Arturo Benedetto Giovanni Giuseppe Pietro Archangelo Alfredo Cartoffoli di Milano, Sporowitch, Wizskizsek, André, Gino (le photographe)...)
- Jean-Pierre Moulin : Dupond, voix additionnelles (maharadjah de Rawhajpoutalah, Muskar XII, l'inspecteur Chaubet, Boris, Sanders, Philippulus le prophète, Manolo, Monsieur Li, le photographe japonais, Bohlwinkel, le pilote de l'hydravion de l'Aurore, Miller, Walther (voix 1), Jean-Loup de la Batellerie, Harry...)
- Susan Roman : Milou
- Michel Ruhl : Nestor, voix additionnelles (professeur Hornet, Walther (voix 2), le réceptionniste de l'hôtel Cornavin...)
- Marie Vincent : Bianca Castafiore
- Michel Gudin : Général Alcazar
- Serge Lhorca : Oliveira da Figueira
- Georges Berthomieu : Séraphin Lampion
- Serge Sauvion : Rastapopoulos
- Marc Moro : Allan Thompson, Maxime Loiseau, le colonel Jorgen, le colonel Sponsz, Ranko, Pedro, Al Capone, Dawson, Ramon Bada, Bab El Ehr, le professeur Calys, le professeur Bergamotte, Chiquito, Huascar, Barnabé, Alphonse, Pablo, Hans Boehm, Paolo Colombani, Gino (le steward de Carreidas), Yamato, le général Haranoshi, Tchen, Ivan, le vieil écossais, Zlop, Himmerszeck, Ragdalam, Hassim, Isidore Boullu, Don José Trujillo, Matéo, le présentateur de l'émission tournée au château de Moulinsart, le réceptionniste de l'hôtel Bristol, voix additionnelles
- Michel Tureau : le Dr Müller, Szut, Bobby Smiles, Rackham le Rouge, Mitsuhirato, Baxter, Igor Wagner, Gustave Loiseau, Aristide Filoselle, Nestor Halambique, Alfred Halambique, Marc Charlet, Tharkey, Kavitch, le docteur Krollspell, Tom (le bras droit d'Allan), le lieutenant Delcourt, Van Damme, Walter Rizotto, le fakir, le docteur Finney, le professeur Topolino, Le Goffic, Caraco, le capitaine du Speedol Star, Walter, voix additionnelles
- Henri Lambert : Frank Wolff, le Grand Inca, le général Tapioca, le professeur Cantonneau, Alonzo Perez, Sirov, Kroïszvitch, Mac O'Connor, Foudre Bénie, Spalding, Stephan, Kurt, Mik Ezdanitoff, Jumbo, le pilote de l'hydravion du Karaboudjan, Herbert Dawes, Jules (le gardien du musée ethnographique), le réceptionniste de l'hôtel Excelsior, voix additionnelles
- Jean-Pierre Leroux : Bunji Kuraki, Omar Ben Salaad
- Daniel Brémont : Laszlo Carreidas
- William Coryn : Didi et voix additionnelles de chinois (Lotus Bleu)
- David Lesser : Tchang
- Sophie Arthuys : Abdallah, Irma, le fils du maharadjah de Rawhajpoutalah
- Patricia Legrand : Zorrino, Lobsang

## Médias

### DVD et Blu-ray
La série sort à plusieurs reprises en DVD pendant les années 2000. Elle est aussi éditée en Blu-ray depuis le 1er septembre 2010.
Début 2000, Citel Vidéo commercialise les premiers DVD Tintin, ils contiennent deux épisodes chacun (sauf un cas exceptionnel où il y en a trois). En 2006, une version remasterisée avec une image restaurée et un son re-mixé en 5.1 est éditée, d'abord en coffret intégral puis à l'unité. Les jaquettes DVD indiquent que la version anglaise est incluse, or, celle-ci n'y est pas réellement présente. Cet oubli est mentionné par une étiquette collée sur le coffret, précisant que la version en anglais n'est pas incluse. Lors de la remastérisation, il semble que plusieurs erreurs aient été commises : lors de l'épisode L'Affaire Tournesol, les Dupondt sont censés arriver avec leur 2CV en provoquant un accident, mais ici, cette séquence est remplacée par le passage où Tournesol travaille dans son laboratoire, malgré le fait que le son original soit conservé (cette erreur est corrigée dans les éditions ultérieures, telle l'édition Blu-ray). Lors du remixage 5.1, d'autres erreurs sont commises : certains passages comportent des dialogues ou des rires qui sont supprimés.
En 2008, une nouvelle édition en DVD ainsi qu'un nouveau coffret (avec CD, cartes postales, livres…) sont édités, proposant cette fois-ci une version en anglais.
Le 5 octobre 2011 sort la première édition en Blu-Ray de la série. Les 39 épisodes sont répartis sur 7 Blu-Ray. Une nouvelle édition en DVD sort en même temps. Cette version est éditée au format 16/9, le dessin n'est cependant pas remanié, l'opération consistant simplement à zoomer dans l'image (supprimant une partie en haut et en bas pour remplir un écran large moderne).

### Adaptations
Bien avant l'adaptation de 1990, une première adaptation du Crabe aux pinces d'or voit le jour en 1947 en Belgique,. La confection des poupées de chiffons et de bois à l'effigie des personnages a été confiée à Claude Misonne et l'animation à son mari, Joao Batistas Michiels.
En 2011 sort l'adaptation du Secret de La Licorne (album et épisode éponymes) en film d'animation américain, Les Aventures de Tintin : Le Secret de La Licorne, réalisé par Steven Spielberg. La scène du générique où l'on voit Tintin et Milou en train de courir sur place devant un cercle jaune est tellement devenue culte, qu'elle a été reprise pour la promotion du film. Mais contrairement à la série télévisée, le film est beaucoup moins fidèle à la BD.
À la fin 2020, un nouveau film adapté de la série d'animation est annoncé, avec comme réalisateur Patrice Leconte aux commandes.

## Accueil
La série a été bien accueillie par les fans, mais aussi les critiques qui la félicitent pour son fidèle « rapprochement » avec l'univers de Tintin et avec les albums. Cependant, des différences subsistent entre l'adaptation et la bande dessinée ; pour le journal Le Canard enchaîné, « le capitaine Haddock est devenu sobre comme un chameau », du fait qu'il ne boit pas ou très peu dans la série, contrairement au personnage des albums.

## Distinctions
- 1993 : Sept d'or : meilleure émission pour la jeunesse[4] ;
- 1993 : Gemini Awards : meilleure série d'animation[réf. nécessaire].

## Annexe